# 安得烈大學
安得烈大學（英語：Andrews University）是基督復臨安息日會在美國密西根州的一所大學，为基督復臨安息日會設立的第一所高等教育機構。其前身可追溯到于1874年在密歇根州巴特尔克里克成立的巴特尔克里克学院，1901年迁至现址密歇根州贝林斯普林斯，并改名为以马内利传教士学院，1950年代末基督復臨安息日将其传道培训机构迁入该校，同时学校改名为安得烈大學。

## 排名
根據2021年的美國新聞與世界報導，安得烈大學在全美國全國性大學的排名落在299~391區間。

## 國際交流
- 安得烈大學與東海大學 (台灣)簽訂（3.5+0.5+1 東海學士+安德烈碩士）學位合作[7]
- 安得烈大學與國立金門大學簽訂雙聯學制合作[8]

## 校友
- 惠恕仁，帛琉總統。
- 喬恩·寶臨

## 外部連結
- 安得烈大學官方網站 （页面存档备份，存于）